# Sonja Wyss
Pour les articles homonymes, voir Wyss.
Sonja Wyss, née le 22 juillet 1967 à Freeport,, est une réalisatrice et scénariste néerlandaise.

## Filmographie
- 2008 : Winterstile
- 2013 : Greifensee
- 2016 : She/Her